# Heinrich Himmler
Heinrich Luitpold Himmler ( listen (?·pàg.) (7 d'octubre de 1900 – 23 de maig de 1945) va ser un polític de l'Alemanya Nazi i cap dels SS. Va ser un dels homes més poderosos de l'entorn d'Adolf Hitler, juntament amb Hermann Göring i Joseph Goebbels. Com a Reichsführer-SS, controlava totes les forces de policia i de seguretat del Reich, inclosa la temuda Gestapo. El 1943 va passar a formar part del gabinet alemany com a ministre de l'Interior i, fugaçment, comandant dels Exèrcits del Rin durant el setge de Berlín.
Com a gestor dels camps de concentració, dels camps d'extermini i dels Einsatzgruppen (esquadrons de la mort), Himmler coordinà la matança metòdica de més de 6 milions de jueus, i d'entre 3 i 4 milions de polonesos, gitanos, comunistes, testimonis de Jehovà i d'aquells que els nazis consideraven indignes de viure, com els que tenien diverses malalties físiques o mentals o els homosexuals; a més de milers de presoners soviètics, molts dels quals van ser usats en l'experimentació.
Poc abans del final de la guerra, oferí la rendició als Aliats si no se'l jutjava. Després de ser arrestat per les forces britàniques, es va suïcidar abans que pogués ser interrogat.

## Biografia
Heinrich L. Himmler va néixer a Múnic, al si d'una família de classe mitjana bavaresa i catòlica. El seu pare, Joseph Gebhard Himmler, era professor de secundària, molt estricte i aficionat a col·leccionar objectes històrics; la seva mare, Anna Maria Heyder, era una mare atenta i devota catòlica. Heinrich era el mitjà de 3 germans i Gebhard Ludwig Himmler (nascut el 29 de juliol de 1898) i Ernst Hermann Himmler (nascut el 23 de desembre de 1905). El seu pare li inculcà l'amor pels avantpassats germànics, la devoció per l'ordre, la pulcritud extrema i l'administració eficient. A la família se l'anomenava pels seus diminutius Heini o Heiner.

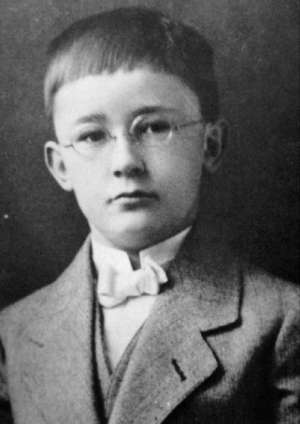
Himmler quan tenia 7 anys

Heinrich va rebre el seu nom en honor del seu padrí, el príncep Heinrich de Baviera, de la família reial bavaresa, del qual Gebhard Himmler havia estat tutor. Des de petit, Himmler es mostrà malaltís i va patir tuberculosi i problemes estomacals. Per això va ser un nen consentit i mimat. A causa d'això, no pogué desenvolupar el seu cos per a les actituds físiques i virils que li exigia un medi predominantment prussià, per la qual cosa el seu pare el va fer ingressar el 1910 al Gimnàs de Landshut, un col·legi catòlic on l'activitat física era preponderant en l'activitat humanística, i en el qual estudià literatura clàssica. Allà, tot i els seus esforços, mai no pogué gaudir d'un aspecte viril i atlètic, car no destacava en l'activitat esportiva (motiu pel qual fou objecte de les burles dels seus companys), sí que ho va fer en l'activitat acadèmica, tot abocant-se en l'estudi de temes històrics germànics (tema en el qual demostrà ser imbatible), així com filologia i filosofia. A més, a suggeriment del seu pare, portà un diari entre els 10 i els 24 anys. Li agradaven els escacs, col·leccionar segells, la jardineria i d'altres activitats extra-acadèmiques. Igual que d'adult, les relacions amb les dones no li eren fàcils.
Els diaris de Himmler d'entre 1914 i 1918 el mostren com a molt interessat en les notícies sobre la guerra. Somiava en ser oficial de l'exèrcit o de la marina, però donats els entrebancs de classe que existien en l'admissió a l'escola d'oficials de l'Exèrcit, intentà allistar-se a la marina; tanmateix, a causa de les seves carències físiques no va assolir aquest objectiu. Implorà al seu pare que usés els seus contactes amb la reialesa per a obtenir un càrrec per a ell com a candidat a oficial. Himmler va aconseguir el seu títol de batxiller el 1918 i sol·licità allistar-se a l'11è Regiment Bavarès. El 1918 la guerra acabà, esgotant-se així les aspiracions de Himmler d'esdevenir un oficial professional de l'exèrcit. Va ser llicenciat sense haver entrat en batalla, tot i que posteriorment afirmà que sí que ho havia fet.
Entre 1919 i 1922 Himmler feu estudis d'agronomia a l'Escola Tècnica de Múnic, seguits d'una breu temporada com a aprenent en una granja a Schleissheim i la subseqüent malaltia. Himmler tingué una crisi religiosa durant la seva estada a Múnic. Al seu diari afirmava ser un devot catòlic, i escrigué que mai no abandonaria l'Església. No obstant era membre d'una fraternitat que es contradeia amb els manaments de l'Església. Els seus biògrafs han definit la seva teologia com a "Ariosofia", en la qual el dogma era la superioritat racial de la raça ària i un paganisme germànic, en part pels seus interessos en el folklore i la mitologia de les antigues tribus teutòniques del nord d'Europa. Era aficionat a les filosofies religioses del Budisme i l'Hinduisme. Posteriorment veuria en la casta índia dels Kshatriya (guerrers) un exemple per als seus SS. Himmler esdevingué un apòstata de la doctrina cristiana i va ser molt crític amb els sermons predicats pels capellans. Durant aquesta època, a més, s'obsessionà amb la idea de ser un soldat. Va escriure que, si Alemanya no anava aviat a la guerra, aniria a un altre país per entrar en combat. També estigué fortament influït pel pangermanisme de l'obra d'Otto Richard Tannenberg.
Amb tendències polítiques conservadoristes, Himmler s'uní a un grup paramilitar anomenat "Bandera de la Guerra del Reich", d'ideologia ultranacionalista i militarista. Amb aquesta agrupació participà en el Putsch de la Cerveseria de Múnic en suport del partit_politicNacional Socialista dels Treballadors Alemanys (NSDAP) d'Adolf Hitler. A l'intent de cop d'estat del 9 de novembre de 1923, Himmler (el qual encara no coneixia personalment Hitler), participà com a segon al comandament després d'Ernst Röhm, havia de resguardar les barricades aixecades als carrers de Múnic per combatre la policia i l'exèrcit. Röhm l'aprecià des de l'inici per la imatge de confiança que Himmler provocava.
El 1924 s'afilià al NSDAP, amb el número 14.303 en suport a Hitler, que veia com un messies. És en aquesta època quan començà a desenvolupar les seves teories sobre la raça i la terra, basades en el seu escepticisme vers al cristianisme i els seus estudis sobre agricultura.
El 1926 va conèixer la seva esposa a la recepció d'un hotel, mentre que es refugiava d'una tempesta. Margarete Siegroth (nascuda Boden) era rossa i d'ulls blaus, divorciada i protestant. Físicament era l'epítom de l'ideal nòrdic. Es van casar el 3 de juliol de 1928, i el 8 d'agost de 1929 van tenir una filla, Gudrun, anomenada Püppi (nina) pel seu pare, que l'adorava. Margarete adoptaria posteriorment un fill, pel qual Himmler no mostraria mai interès. Heinrich i Margarete van separar-se el 1940 sense divorciar-se. Heinrich estava massa ocupat en les seves obligacions al capdavant de les SS per a ser un marit competent. Himmler travà amistat amb una secretària, Hedwig Potthast, la qual deixà el seu treball el 1941 i esdevingué la seva amant. Van tenir dos fills, Helge (nascut el 1942) i Nanette Dorothea (nascuda el 1944).

## Ascens a les SS
Himmler s'afilià les SS el 1925, amb el número 168. També es convertí en secretari del Grup Local del NSDAP a la Baixa Baviera i delegat del Gauleiter i Director de propaganda per a l'Alta Baviera i Suàbia. En aquestes posicions aprofità per mostrar les seves habilitats per organitzar les files del partit i enfortir els organismes operatius de la regió. El 1927, davant la urgència de crear un organisme d'escorta per a Hitler, esdevingué adjunt al Reichführer-SS. En aquest càrrec demostrà els seus dots d'organització, la seva fidelitat absoluta vers Hitler i el nacionalsocialisme, la seva impertorbabilitat per a la feina i la seva reputació com a home lliure d'escàndols. Després de la dimissió del comandant de les SS Erhard Heiden, Himmler va ser nomenat Reichsführer-SS el 6 de gener de 1929. Llavors, les SS només tenien 280 membres, i no eren més que un batalló de les Sturmabteilung (SA), subordinades a aquestes i al seu comandant Ernst Röhm.
El 1931 acceptà Reinhard Heydrich entre els seus homes. Himmler tindria Heydrich com a braç dret per a construir el "Servei de Seguretat" de les SS (el Sicherheitsdienst). Aquesta organització d'espionatge es dedicà a recol·lectar informació contra Röhm i la naixent rebel·lia a les files de les SA, a les quals volien fer un gir a l'esquerra.
El 1933, les SS ja comptabilitzaven 52.000 membres. Llavors, els requeriments per a pertànyer-hi es feren més estrictes, per tal d'assegurar que tots els membres fossin Herrenvolk aris. Himmler i Heydrich començaren a treballar per separar les SS del control de les SA. Els uniformes negres de les SS reemplaçaren les camises marrons de les SA la tardor del 1933. Poc després, Himmler va ser promogut a SS-Obergruppenführer i Reichsführer-SS, i així fou igualat als comandants superiors de la SA, els quals en aquells moments ja temien les SS i el seu poder.
El 1933, Himmler és designat cap de la policia de Múnic, i tant les SA com les SS esdevenen òrgans auxiliars de la policia alemanya. Himmler va esdevenir una peça fonamental en els moments en què Hitler volia desfer-se del lideratge antagònic que Röhm li havia oposat amb els seus SA. Röhm, antic superior de Himmler, s'havia negat a unificar-se amb les SS, a més de causar greus problemes polítics a Hitler. Himmler, Göring i el general von Blomberg van acordar que les SA i el seu líder, Ernst Röhm, eren una gran amenaça pel lideratge nazi i per l'exèrcit alemany. Röhm tenia opinions socialistes i populistes, i creia que la veritable revolució encara no havia començat. Creia que les SA havien de convertir-se en l'únic cos armat de l'estat. Això va fer creure als caps nazis que el que Röhm realment volia era fer servir les SA per portar a terme un cop d'estat.
Persuadit per Himmler i Göring, Hitler aprovà que Röhm fos eliminat. Va delegar la tasca a en Reinhard Heydrich, en Kurt Daluege i en el Dr. Werner Best, que n'ordenà l'execució. Així doncs, el 28 de juny de 1934, les SS i, més especialment, la SD, portaren a terme operacions d'intel·ligència per tot el territori alemany, que culminaren el dia 30 amb la matança coneguda com la Nit dels ganivets llargs, durant la qual més d'un miler de caps i militants claus de les SA van ser detinguts i unes desenes executats en prevenció del suposat cop d'estat planejat per les SA contra Hitler. A més, s'aprofità la situació per a eliminar diversos enemics personals de Hitler, com ara l'excanceller Kurt von Schleicher (antic opositor a l'ascens de Hitler) o el polític Gustav von Kahr (un dels responsables que el pustch de Múnic fracassés. Von Scheicher va ser assassinat a trets amb la seva esposa per uns agents de la Gestapo, i von Kahr per cops de destral per militants de les SS en un bosc de Múnic. L'endemà, les SS esdevingueren una organització independent.

### Consolidació del poder
El 1934 i sota la pressió de Hitler, Himmler va ser nomenat per Hermann Göring (ministre de Prússia) Cap de la Policia secreta alemanya, la Gestapo, i cap de tota la força de policia de fora de Prússia. Dos anys després, Himmler guanyà més autoritat, a mesura que les diferents agències de policia quedaven enquadrades en la Ordnungspolizei (Orpo: policia d'ordre), l'oficina principal de la qual esdevingué una branca més de les SS. A més, Himmler assolí el títol de Cap de la Policia Alemanya (quan el compliment de la llei havia estat, tradicionalment, una qüestió d'estat i local). Tot i el seu títol, Himmler només tenia un control parcial de la policia uniformada. Els poders actuals només li conferien funcions policials que anteriorment eren en mans del Ministeri de l'Interior. No va ser fins al 1943, quan Himmler va ser nomenat Ministre de l'Interior, que la transferència dels poders ministerials va ser completa.
Amb la depuració de les SA d'Ernst Röhm, van ser molts els qui van demanar el seu trasllat a les SS i van eingreixar així les seves files amb el resultat de produir la formació de diverses noves unitats, incloses les SS-Verfügungstruppe i les SS-Totenkopfverbände.
Himmler també supervisà tot el sistema de camps de concentració i administrà una política basada en el terror. Primerament es feu càrrec del camp de concentració de Dachau, on foren tancats els adversaris polítics de Hitler, a més dels seus enemics interns. En aquesta etapa, Himmler declarà en diverses ocasions que la seva tasca l'obligava a tenir contacte amb els Untermenschen ("subhumans"), en lloc de dedicar-se a potenciar la raça ària que propugnava. Mentre el terror s'imposava a la societat alemanya, Himmler, molt adepte de reglaments, dictaminà les lleis i el comportament que havien de tenir els presoners als camps, de manera que haguessin de suportar un tractament extremadament humiliant de part dels seus carcellers sota l'amenaça de ser sancionats o afusellats, cosa que succeïa sovint.
Amb l'inici de la guerra s'establiren nous camps d'internament, no classificats formalment com a camps de concentració, sobre els quals ni Himmler ni les seves SS exercien control. El 1943, després de l'esclat dels comentaris crítics amb el règim després del desastre de Stalingrad, l'aparell del partit, disgustat amb l'actuació de la Gestapo en l'eliminació d'aquestes crítiques, va establir les Politische Staffeln (esquadres de policia) com al seu propi òrgan policial i destruir així el monopoli de la Gestapo en aquest terreny.
Amb el seu nomenament de 1936, Himmler també adquirí autoritat ministerial sobre les forces de detectius no policials d'Alemanya, la Kriminalpolizei (Kripo: (policia criminalística), la qual intentà fusionar amb la Gestapo a la Sicherheitspolizei (Sipo: (policia de seguretat), sota el comandament de Reinhard Heydrich. Així obtingué tot el control de les forces de detectius d'Alemanya. Aquesta fusió mai no va ser completa al Reich, amb la Kripo que controlava fermament l'administració civil i, posteriorment, l'aparell del partit. Tanmateix, als territoris ocupats no incorporats al Reich, la consolidació de la Sipo resultà més efectiva. Després de l'esclat de la Segona Guerra Mundial, Himmler formà el Reichssicherheitshauptamt (RSHA: Oficina Central de Seguretat del Reich), en el qual la Gestapo, la Kripo i el Sicherheitsdienst (SD: Servei de Seguretat) esdevingueren departaments.
Durant aquest període, les SS desenvoluparen la seva pròpia branca militar, les SS-Verfügungstruppe, que esdevindrien les Waffen-SS. Tot i que nominalment estaven sota l'autoritat de Himmler, el fet és que les Waffen-SS esdevindrien una estructura totalment militaritzada de comandament i operativitat que va ser incorporada a l'esforç de guerra de manera paral·lela a la Wehrmacht. Molts historiadors refusen reconèixer les Waffen-SS com una organització militar honorable en qualsevol sentit. Les seves unitats van estar involucrades en nombrosos assassinats de civils i presoners desarmats. Per aquest motiu, en els tribunals per crims de guerra celebrats en la postguerra es declarà les Waffen-SS com una organització criminal.

## La seva gestió de la política racial
Himmler començà juntament amb Heydrich a desenvolupar la política racial anunciada per Hitler: el punt de partença d'aquesta política era Àustria. Aquest país tenia una gran població d'origen germànic, amb una lleugera proporció d'eslaus: l'annexió d'aquest territori era vital per a Himmler. Primer treballà en la desestabilització del govern antinazi austríac, en conspirar contra el canceller Engelbert Dollfuss, el qual havia prohibit el nazisme al seu país. Formà la Legió austríaca a partir d'un grup escollit de les SS, que realitzà una campanya d'intimidació. Per a aconseguir aquest efecte, acceptà a més la cooperació del pronazi Fridolin Glass i del seu exèrcit privat en les accions de sabotatge i eliminació d'opositors.
El 25 de juliol de 1934, les SS van irrompre en el gabinet de Dollfuss i assassinar-lo. Hitler confiava que aquest fet provocaria un cop amb la unió d'altres importants grups armats austríacs. No obstant això, aquestes organitzacions paramilitars no van unir-se a la revolta, car en la seva majoria pertanyien a les exSA de Röhm, assassinat durant la [Nit dels ganivets llargs a instàncies de Himmler i Heydrich.
Quan Himmler s'adonà que la situació política creada per la mort de Dollfuss no l'afavoria en absolut davant els austríacs, hagué d'encobrir-se en un transvestisme polític i expressar el seu dolor públic per l'assassinat. Aquests va ser un dels grans fracassos secrets de Himmler, sent-li recriminat per Hitler. Després de l'Anschluss el 1938, Himmler seguí impulsant la seva política racial. Amb l'aprovació de Hitler creà la Societat de l'Herència Ancestral (Ahnenerbe), on s'estudiaven els arbres genealògics dels avantpassats dels alemanys, en la recerca dels orígens de la raça pura, és a dir, la raça ària. Va promoure l'estudi de l'origen de la raça ària i encarrega antropòlegs nazis com Richard Walther Darré, Schaffer i Sieberg d'aportar llum sobre el tema. Força impressionat per les teories de Blut und Boden de Darré, va nomenar-lo cap de l'estat major, Himmler establí els postulats de la raça ària el 31 de desembre de 1931, en un decret anomenat "Compromís i responsabilitat del matrimoni" de Darré.
Aquests personatges (Darré, Schaffer i Sieberg) van estar al Tibet, Mongòlia i l'Índia. Com que Himmler havia descobert que els seus avantpassats eren una barreja de nòrdics i mongols, va intentar justificar la seva sang en buscar els orígens de la raça ària allà; però l'inici de la guerra va interrompre els seus treballs. Més tard, Schaffer i Sieberg prosseguirien els seus sinistres estudis sobre l'arianisme al camp de concentració de Dachau. Himmler volia crear una raça superior d'aris nòrdics a Alemanya. La seva experiència com a apicultor li aportà un coneixement rudimentari sobre l'encreuament animal, que es proposava aplicar als humans. Creia que podria dissenyar la població alemanya, a base d'una selecció, per ser enterament d'aparença nòrdica en algunes dècades després de la guerra.
Himmler a més realitzava un extenuant treball d'escriptori, revisant milers de fitxes de persones d'origen alemany capturats als territoris polonesos i de l'est i que renegaven el seu origen; o bé els seus familiars havien estat eliminats o portats a camps de concentració; la majoria eren dones, que van ser internades a un camp de concentració i separades dels seus fills, que van ser avaluats per metges pel programa de germanització. Si els nens eren trobats Mishling (mig jueus), eren esterilitzats o gasejats; si pel contrari, eren aris, eren portats a centres de germanització i reubicats en famílies triades o apadrinats pels membres de les SS.
Himmler no posà cap mena d'impediment quan metges i científics adscrits a les SS demanaven ampliar els seus experiments amb humans i fer servir presoners com a conillets d'índies. Així, Rasher, Wirth, Josef Mengele, Kurt Heissmeyer i d'altres van fer-se famosos pels seus infames treballs d'esterilització, experiments d'exigència sobrehumana, assaigs d'antibiòtics, assaigs de primers auxilis a ferits en situacions de combat. Van fer servir presoners (principalment russos) als quals se'ls provocaven ferides horroroses per arma de foc, o experiments de recuperació dels pilots caiguts en aigües gelades.
No només patrocinà els experiments de l'infame doctor Wirth, sinó que avalà els experiments d'Arthur Nebe sobre l'ús de monòxid de carboni al castell de Grafeneck, a més d'ordenar l'empresonament de centenars de jueus a Polònia, que van ser conduïts en trens amb una temperatura exterior de –40 °C i deixats allà perquè morissin congelats. Les moltes atrocitats comeses a Polònia eren perfectament conegudes tant per Hitler com per Himmler.
Quan tingué lloc l'Entrevista a Hendaia entre Hitler i Franco, Himmler, encarregat de la seguretat, aprofità el viatge per visitar el Monestir de Montserrat per a obtenir dades sobre el Sant Greal i la possibilitat que estigués allà (així com que la muntanya de Montserrat fos la muntanya de Monsalvat, segons el poema èpic medieval alemany, Parzival. A més, visità Toledo tres dies abans d'aquesta trobada a Hendaia, també seguint la pista del Greal a l'haver estat la ciutat castellana una important seu templera, alquimista i nigromant.

### Polítiques d'eugenèsia estatal
Himmler creà la Comissió per a la Curació i la Cura del Reich, una iniciativa personal de Hitler, la funció de la qual era l'eliminació dels discapacitats alemanys, considerats com vides no mereixedora de vida. Aquesta política no pertanyia a les polítiques racials, sinó a una política de tipus econòmic i dirigit expressament contra alemanys.
Himmler encarregà Viktor Branck i Verner Blankenburg, supervisats per Karl Brandt, director de Salut i Sanitat del Reich, la realització d'aquest programa, que es portaria a terme amb els seus recentment creats Einsatzgruppen., Un dels motius per a fer servir aquests grups d'extermini era endurir-los per a les properes missions que afrontarien a Polònia, l'anomenada Aktion Reinhard. Les competències van ser executades pels psiquiatres Hermann Paul Nistche i Werner Heyde. l'Programa Gnadentod d'eutanàsia, portat a terme a l'octubre de 1939 i anomenat Machtergreifung, s'executaren "piadosament" centenars de retardats mentals, incapacitats físics, esquizofrènics i d'altres considerats indesitjables per a l'Estat, i s'inicià a una institució hospitalària de Grafeneck a Stuttgart i va continuar al Schloss Hartheim de Linz i l'Institut An der Havel de Brandeburg. Allà se'ls subministraven injeccions, verins i d'altres mètodes considerats benignes per donar la mort. Seguidament a aquest pla es començaren a incloure jueus, gitanos o negres, com una extensió a aquest programa de neteja anomenat Aktion T4. Quan el nombre d'individus sobrepassà els límits dels mètodes "suaus", s'optà per ficar-los en camions segellats a les quals van ser assassinats amb el monòxid de carboni (CO) del tub d'escapament, fet que donaria les bases per a la Solució Final del pretès «problema jueu» als camps de concentració.
Paral·lelament, Himmler creà la Reichszentrale zur Bekämpfung der Homosexualität und der Abtreibung (Central del Reich per a la lluita contra l'homosexualitat i l'avortament), considerats ambdós delictes capitals a l'Alemanya Nazi. Per causa d'aquest departament s'executaren centenars de gais.

### La Regulació del Matrimoni SS
Himmler decretà tota una sèrie de mesures destinades a la procreació de la raça pura, dictant mesures com que tots els homes de les SS havien de tenir com a mínim 4 fills (el mateix Himmler es quedà curt per un, car tenia la seva filla Gudrun de la seva esposa Margareth i dos fills més de la seva secretària personal i amant)
De facto, els homes de les SS havien de casar-se i establir llars d'acord amb els estatuts de la puresa ària. Els permisos de matrimoni estaven condicionats pel departament racial, que determinava si el matrimoni estava d'acord amb les polítiques racials, i que acceptava o vetava el permís.
La xicota promesa en matrimoni havia de superar una sèrie d'exàmens mèdics i racials per establir la seva puresa ària. La seva «Taula d'Avantpassats» havia de ser pura fins a cinc generacions enrere (fins a l'any 1800), mentre que als homes se'ls exigia fins al 1750. També creà la VOMI o Volksdeustsche Mittelstelle, que era una oficina per a enllaços dels alemanys ètnics a l'estranger i que les SS van fer servir àmpliament per a penetrar en territoris com els dels Sudets i desestabilitzar governs com el txec.

### Les Lebensborn
Des de mitjan segle xix, la natalitat va patir un important descens en gran part d'Europa. Aquesta situació no li era aliena a Hitler, i quan es va fer càrrec del poder, posà en funcionament polítiques d'Estat per a enfortir el creixement de la raça ària. La infecunditat al Reich era considerada com un deshonor, i tenir fills es convertí en una obligació envers la Pàtria.
La gran necessitat del Führer de tenir soldats sense fi per als seus plans de conquesta va ser una de les motivacions més importants de Himmler per a portar a terme aquest projecte. Els seus plans eren clars: "L'home ja no descendirà del mico, sinó que de les SS. El seu cap serà el Führer; la seva pàtria el Reich; la seva religió, la puresa de sang. Serà alt, fort, ros i d'ulls blaus."
Així es crearen les Lebensborn (Fonts de vida) el 1935. En aquests establiments dedicats a la procreació s'allotjaren a noies solteres curosament triades i adoctrinades, disposades a servir a Alemanya permetent que joves de pura raça germànica les fecundessin. Quan les Lebensborn van posar-se en marxa, els nazis van descobrir que el nombre de femelles no era suficient per al projecte que tenien al cap, per la qual cosa van procedir a segrestar milers de nens i nenes aris als països ocupats per a portar-los a Alemanya i sotmetre'ls a un estricte procés de germanització. En la pràctica es convertiren sovint en prostíbuls legalitzats. No obstant això, si la dona concebia, la seva manutenció era a càrrec del membre SS que resultés ser el seu pare. Més endavant, les riqueses robades dels jueus van ajudar a mantenir aquestes cases.
Sobre aquest tema encara no s'ha investigat suficientment, i les declaracions de les supervivents sempre van ser escasses. Per a la Història sempre quedarà el debat sobre si funcionaven com a simples prostíbuls per als SS; si realment existia una intenció d'incrementar la xifra de nadons aris o si ambdues necessitats funcionaven en conjunt.
Un dels responsables que Himmler nomenà per a dirigir les Fonts de Vida va ser Max Sollmann, qui exercia el càrrec d'administrador en cap. Nazi fanàtic, Sollmann va ser un dels principals responsables del putsch de 1933. Li importaven molt els rumors sobre la seriositat al treball i la importància de les Lebensborn, motiu pel qual en més d'una ocasió li reclamà a Himmler que es publiquessin articles a ma revista oficial de les SS amb la finalitat de tallar de soca-arrel tots els rumors". El Reichführer, convençut del funcionament de la institució o despreocupat per la transcendència de l'afer, li replicà: «Estimat Sollman, no hi ha pas necessitat de fer-ho, tenim la consciència tranquil·la». L'altre responsable va ser Gregor Ebner, metge en cap de les Lebensborn. El seu ascens polític arribà directament de mans de Hitler, qui li va donar suport per la seva tasca com a «especialista en els problemes de selecció racial».
Aquests personatges no van morir a la guerra ni van ser jutjats com a criminals pels aliats, tot i els casos comprovats de raptes i esterilització de nens. "M'indigna que es digui això de les Lebensborn. Se les denigra només perquè pertanyien a les SS", declarà Ebner després de la guerra.
Durant el transcurs de la guerra van ser segrestats entre 50.000 i 200.000 nens polonesos. Himmler, en tenir el seu grup actiu dins de l'exèrcit alemany, al front aconseguí que les seves SS figuressin a tot arreu dins de l'aparell nazi. Al camp de batalla, segrestaven nens per a les Lebensborn; al carrer, els grups d'assalt deportaven a les persones de condició inferior cap als camps de concentració. La quitxalla que, després de passar rigorosos exàmens racials, eren considerats com a "aptes", eren enviats amb certificats de naixement falsos a famílies prèviament seleccionades. Sovint els pares adoptius rebien històries falses sobre la procedència del nadó. La més comuna era que el seu pare havia mort en combat. Els nens que no assolien el certificat d'apte eren enviats als camps de concentració infantils, com Kalish, Dzierzazna i Litzmannstadi; i d'allà, als camps d'extermini.
A l'hora de la selecció racial, entre els que pugnaven per ser admesos a les SS, Himmler desconfiava especialment dels bavaresos, que en la seva majoria eren baixos i de cabell i ulls foscos. Amb les Lebensborn i els controls racials de les SS en funcionament, Himmler no resistí la temptació de fer el seu propi arbre genealògic, igual que exigia als seus aspirants. La sorpresa va ser escandalosa: els avantpassats de la seva mare eren d'origen hongarès i d'estirp mongòlica. Per tant, si el mateix Reichführer hagués volgut ser un subordinat de les seves pròpies regles, hauria hagut de defensar acarnissadament la seva puresa familiar des de mitjan segle xviii. Igualment, per si a algú li hagués sorgit un dubte sobre la seva condició d'ari, modificà els reglaments per a si mateix: ideà un pla per importar noruecs a Baviera amb la finalitat de transformar, mitjançant mescles dirigides i una alimentació adequada, la sospitosa raça dinàrica en raça nòrdica.
Als precursors de les Lebensborn afirmava que era indispensable paralitzar la reproducció d'elements humans no valuosos, així com agilitzar el contrari: "No és una qüestió personal, sinó que és un deure sagrat dedicat als fins més elevats", afirmà el Reichführer. A partir de 1936, les llars començaren a funcionar sota la tutela suprema de les SS. Cadascuna de les clíniques comptava amb un metge al capdavant, una infermera en cap, una secretària i un administrador. Tots ells havien de ser membres de les SS o del Partit. El metge en cap de cada maternitat era el responsable absolut de l'establiment, de l'ordre i dels expedients, als quals només ell tenia accés. El segell al peu de la correspondència oficial de les Lebensborn tenia les sigles de l'Estat Major del Reichführer SS Heinrich Himmler.
L'enginyer dels camps de la mort i de les maternitats nazis mostrava una atenció especial cap als nens que havien nascut mitjançant les organitzacions en pro de la raça ària. El seu ideal consistia en que Alemanya estigués poblada cap al 1980 per 20 milions d'alemanys nòrdics. El resultat va ser molt diferent: les persones nascudes a les residències Lebensborn mai no van destacar de manera especial ni per la seva aparença ni per la seva "conformació orgànica més evolucionada", sinó que van portar durant tota la seva vida l'estigma social dels anomenats "nens SS".

### Himmler i l'Holocaust
Després de la Nit dels Ganivets Llargs, la SS-Totenkopfverbände organitzà i administrà el règim dels camps de concentració i, a partir de 1941, dels camps d'extermini a Polònia. Les SS, a través del seu braç d'intel·ligència (el SD) van detenir als jueus, gitanos, comunistes i totes aquelles persones amb diferències culturals, racials, deportant-los a camps de concentració. Himmler inaugurà el primer d'aquests camps a Dachau el 22 de març de 1933. Va ser el principal arquitecte de l'Holocaust, usant elements del misticisme i una creença fanàtica en la ideologia racista nazi com a justificació de l'assassinat de milions de persones. Himmler també tenia plans similars pels polonesos: els intel·lectuals havien de ser assassinats i la resta de polonesos havien d'estudiar com a màxim el suficient per entendre els senyals de trànsit.
Les directrius de l'extermini jueu van començar a materialitzar-se seriosament el 1941, tot i que Hitler mai no deixà registres per escrit de les seves instruccions, i aquestes només es realitzaven de forma verbal i camuflades mitjançant eufemismes com Reinstal·lació, Trasllat cap a l'est i d'altres termes amb la intenció d'amagar a tothom la magnitud del genocidi que s'estava portant a terme.
Durant la Campanya de Polònia, i un pas pel darrere de la Wehrmacht, avançaven els Einsatzgruppen amb la finalitat d'eliminar tota mena de vestigi jueu, així com tota l'elit cultural i política polonesa. Aquests estaven adscrits al RSHA, sota el control directe de Heydrich. Els Einsatzgruppen formats van ser 6 unitats, la tasca dels quals era capturar i liquidar els aristòcrates, els líders locals, sacerdots, comerciants, mestres, metges, jueus i eslaus... tasca que van acomplir amb gran eficàcia, arribant fins i tot a l'extrem de competir entre ells en la consecució de jueus morts.
Aquesta iniciativa s'imposà amb l'ajut de Heydrich i va ser l'inici del genocidi del poble jueu i eslau, pels batallons SS d'extermini mòbils dels territoris ocupats. Aquests grups van comptar sovint amb el suport de la Wehrmacht, en especial pel VI Exèrcit (per exemple, a la matança de Babi Iar, a Ucraïna, entre d'altres successos).
Himmler també va fer de les SS una màquina administrativa molt efectiva. Gran part d'aquest treball executiu i organitzatiu va estar un cop més en mans de Heydrich. Detallista fins a l'avorriment, s'implicava en tots els aspectes del treball dels camps de concentració, registrava tots els aspectes relatius a la "reinstal·lació jueva". Per a les seves operacions tenia un tren privat que el desplaçava a qualsevol punt del Reich, i va ser tan efectivament terrorífica la seva gestió de la solució final, que al final de la guerra va ser considerat com "l'autor intel·lectual i executiu" de la mort en camps de concentració de la mort de més de 6 milions de jueus, a part de la mort de milers de gitanos i d'altres grups, com els testimonis de Jehovà, els francmaçons, eslaus, etc., amb l'ajut del Tinent coronel de les SS Adolf Eichmann.
En contrast a Hitler, Himmler inspeccionà personalment els camps de concentració. L'agost de 1941 va presenciar l'afusellament en massa de jueus a Minsk (i es digué que s'havia desmaiat després que un tros de cervell d'una víctima anés a parar al seu abric; el seu ajudant, Karl Wolff, va haver de saltar per evitar que caigués). Després d'això, els nazis iniciaren la recerca per trobar una manera més ràpida i efectiva per matar, recerca que culminà en l'ús de les cambres de gas.
Hitler ordenà a Himmler, mitjançant Heydrich, la reinstal·lació de 3 milions d'holandesos en camps polonesos, acusats de sedició, la qual cosa significaria una marxa de la mort per a tots els holandesos. Això causà que Himmler emmalaltís d'una malaltia gàstrica. No obstant això, Himmler, aconsellat pel seu metge Felix Kersten, aconseguí posposar la iniciativa adduint que primer hauria d'augmentar els cupos a les SS per a assolir un bon resultat, petició a la qual Hitler accedí, i el seu estat de salut millorà de cop.

#### Ús de presoners en experiments i producció de guerra
A Mecklenburg, Himmler creà l'Institut per a la Investigació i l'Estudi de l'Herència, on es barrejava la política racial amb el coneixement mèdic, amb plena jurisdicció sobre experiments de tipus terminal. D'aquesta entitat sorgirien noms de personalitats que infamaren la ciència de la medicina: en el període 1939-40, a instàncies de l'institut, es realitzaren assaigs d'armes químiques (fosgens, gas mostassa) sobre presoners, sota la direcció del metge August Hirt. Un metge anomenat Ding Shuler experimentà amb bales enverinades amb acònit de nitril. També es van fer proves d'armes biològiques sota la direcció del metge Claus Shilling, que usava a presoners als quals se'ls exposava a la malària, el tifus i d'altres malalties. Amb els mateixos s'assajaren també diversos antídots i medicaments per tal de contrarestar els seus efectes.
El doctor Edmund König realitzà experiments amb electricitat amb presoners jueus per establir l'efecte de l'energia elèctrica sobre els cervells. Les víctimes eren majoritàriament dones jueves joves. També, sota la seva autorització, s'assajaren tècniques de recuperació de ferides de combat: per a això es provocaven ferides de combat als presoners i se'ls aplicaven diverses tècniques mèdiques per a aconseguir mitjans d'èxit de cirurgia i/o recuperació.
A instàncies del mateix Institut, autoritzà i donà suport a l'ús de presoners dels camps de concentració en experiments extrems, molts d'ells de dubtosa índole científica. Gràcies a això, personatges com Josef Mengele, Edward Wirth o Sigmund Rascher, entre d'altres, van dur a terme experiments infames sobre gitanos, bessons, nans, malalts i sans, per provar teories genètiques, demostrar els límits de la capacitat humana en condicions extremes i justificar la deficiència de la raça jueva.
A més, autoritzà l'ús dels presoners esclaus als programes de fabricació d'armament de l'Organització Todt, a càrrec del Reichminister Albert Speer, entre ells, la construcció dels camps de concentració, ajustaments de l'ample de via als ferrocarrils de la Unió Soviètica i fàbriques subterrànies, les defenses del Mur de l'Atlàntic i fàbriques a la regió del Ruhr, en condicions de vida infrahumana aplicant l'extermini pel treball forçat.
El cas més notable d'aquest fet en particular és la construcció de la fàbrica de bombes V-2 a les muntanyes de Harz, a l'agost de 1943. Aquest lloc va ser visitat per Speer, que hauria quedat consternat per la inhumana qualitat de vida dels esclaus: aquests treballaven fins a 18 hores diàries i sense eines, a més de dormir a l'interior de l'excavació. Speer ordenà la millora de les condicions de vida, la qual cosa molestà en extrem a Himmler, qui intentà subtilment atemptar contra la seva vida el 1944.

#### La porcellana d'Allach
La fàbrica de porcellana Porzellan Manufaktur Allach va establir-se com una firma privada el 1935 a la ciutat d'Allach, prop de Múnic, però el 1936 va ser adquirida per les SS. Himmler veia l'adquisició de la fàbrica de porcellana fina com una manera d'establir una base per a la producció d'obres d'art que representarien, als ulls de Himmler, la veritable cultura germànica. La porcellana d'Allach va ser un dels projectes favorits de Himmler, i produí diverses figuretes (soldats, animals, etc.) per completar el petit però beneficiós mercat alemany de porcellana.
Es van contractar diversos artistes de primera. El programa de la fàbrica incloïa més de 240 models de ceràmica i porcellana. A mesura que la sortida de la fàbrica augmentava, els nazis van traslladar-la a unes noves instal·lacions prop del camp de concentració de Dachau. El fet que la fàbrica pogués avantatjar-se de la mà d'obra esclava del camp de Dachau va ser vehementment negat pels directors de la fàbrica als Judicis de Nuremberg. Inicialment pensat com un trasllat temporal, el subcamp d'Allach de Dachau seguí allà fins i tot després que la fàbrica original de la ciutat d'Allach fos modernitzada i reobrís el 1940. La fàbrica original es transformà en una fàbrica de ceràmica domèstica.
Allach era un subcamp del camp de concentració de Dachau, situat a uns 10 km d'aquest. D'acord amb Marcus J. Smith, el camp d'Allach va ser dividit en 2 camps, un per 3.000 jueus i un altre per a 6.000 presoners no-jueus. Smith va ser metge de l'exèrcit americà, assignat a tenir cura dels presoners després de l'alliberament. Segons constatà, l'epidèmia del tifus no arribà a Allach fins al 22 d'abril de 1945, una setmana abans de l'alliberament.
Hitler, a diferència de Himmler, no es preocupà massa per la porcellana d'Allach. Se sap que afirmà: És com buscar fantasmes a l'àtic. Quina cultura pot trobar-se en un pot?, davant de les preocupacions de Himmler per trobar una prova sobre els antics orígens del poble germànic. Això també podria mostrar els seus autèntics sentiments sobre la porcellana d'Allach.
La caiguda del III Reich portà el final per a la porcellana d'Allach. Les fàbriques van tancar el 1945 i mai més van tornar a obrir.
La Julleuchter d'Allach era única i es feia servir per regalar als oficials de les SS per celebrar el solstici d'hivern. Posteriorment també es regalaria a tots els membres de les SS en la mateixa ocasió, el 21 de desembre. La Julleuchter estava decorada amb símbols pagans germànics.

#### El discurs de Posen
El 4 d'octubre de 1943 Himmler es referí explícitament a l'extermini dels jueus durant una trobada secreta de les SS al castell de Posen. Allà demanà el suport en mà d'obra als Gauleiters, els quals, a instàncies de Martin Bormann, es resistien a cooperar amb ell. En aquesta conferència donà una al·locució històrica, en la qual el Reichführer-SS, seguint les instruccions de Hitler, informava les més altes esferes civils i militars de les SS del genocidi que s'estava portant a terme contra els jueus, demanant-los mantenir en secret aquesta informació.
Hàbilment, Himmler involucrà a Albert Speer en aquest tema. Se sap, a jutjar per les paraules de Himmler i pels fets posteriors, que Speer va estar present a la reunió i que, per tant, coneixia aquesta informació, encara que ho negués en el futur.
A continuació apareixen extractes de la transcripció d'una gravació que existeix del discurs:
| «                                       | També vull fer menció a la tasca tan feixuga a la que ens enfrontem. S'ha de discutir entre nosaltres, i mai no se'n parlarà en públic. Els parlo de l'evacuació jueva: l'extermini dels jueus. És una d'aquelles coses que es diu com si res. "Els jueus estan sent exterminats", i qualsevol membre del Partit els respondrà: "Molt clar, és part dels nostres plans, estem eliminant als jueus, exterminar-los, ha!, gens de feina | » |
| — Heinrich Himmler, 4 d'octubre de 1943 | |   |

## La Segona Guerra Mundial
L'agost de 1939, Hitler ordenà l'Operació Himmler, segurament la primera operació de la Segona Guerra Mundial a Europa.
Abans de la invasió de la Unió Soviètica el 1941, Himmler preparà als seus SS per a una guerra d'extermini contra les forces judeo-bolxevics. Himmler, sempre establint llaços entre l'Alemanya Nazi i l'Edat Mitjana, comparà la invasió amb les Croades. Allistà voluntaris de tot Europa, especialment d'aquells països nòrdics que estaven racialment més a prop dels alemanys, com els danesos, els noruecs, els suecs i els neerlandesos. Després de la invasió, també es reclutaren voluntaris ucraïnesos, letons, lituans i estons, atraient els no-germànics per enrolar-se en una croada paneuropea per defensar els valors tradicionals de la vella Europa contra les "Hordes Atees Bolxevics". Es presentaren voluntaris i se'n reclutaren per milers.
Els voluntaris originaris dels territoris soviètics ocupats sovint eren policies col·laboradors enrolats en massa a les Waffen SS, un cop que l'Exèrcit Roig s'havia retirat. Als Estats Bàltics, molts nadius es van presentar voluntaris al servei gràcies a la promesa que acabaria la seva opressió. Quan lluitaven contra els soviètics ho feien fanàticament, car no esperaven cap mena de pietat; però en canvi, tendien a rendir-se amb facilitat quan lluitaven contra els aliats occidentals. El reclutament de les Waffen-SS a l'Europa occidental i nòrdica va ser més escàs, tot i que es crearen diverses unitats, com el contingent való comandat per Leon Degrelle, a qui Himmler volia nomenar canceller d'una Borgonya restaurada quan la guerra hagués acabat, com un estat titella en l'òrbita nazi.
El 1942, Reinhard Heydrich, mà dreta de Himmler, va ser assassinat prop de Praga després d'un atac portat a terme per forces especials txeques amb el suport de la intel·ligència britànica. Himmler immediatament ordenà una represàlia brutal, assassinant tots els homes del poble de Lidice, deportant les dones i els nens als camps de concentració i destruint tot el poble fins als fonaments.

### Ministre de l'Interior
El 1943, Himmler va ser nomenat Ministre de l'Interior. A partir d'aquell moment, usà aquest nou càrrec per fusionar el servei civil amb l'aparell del Partit, així com per intentar desafiar l'autoritat dels gauleiters del Partit.
Aquesta aspiració va ser frustrada per Martin Borman, secretari de Hitler i canceller del Partit. També molestà el mateix Hitler, car el desdeny pel servei civil tradicional formava part del pensament administratiu nazi des de la seva fundació. Himmler ho va fer molt pitjor quan, després del seu nomenament com a Cap de l'Exèrcit de Reserva (Ersatzheer) intentà usar la seva autoritat tant en assumptes militars com policials transferint policies a les Waffen-SS.

### L'Operació Valquiria
Quan succeí l'atemptat del 20 de juliol contra Hitler, Himmler tingué una destacada participació en la recerca i detencions dels caps i dels implicats en la conspiració (l'anomenada Camarilla de Zozzen). Ubicà ràpidament la pista de Claus von Stauffenberg i dels seus còmplices, captius en aquells moments del General Fromm, també implicat, que els feu afusellar abans de l'arribada de Himmler per fer desaparèixer els rastres de la seva traïció (això no obstant, Himmler, ple de suspicàcies, va fer detenir-lo per considerar-lo sospitós i, posteriorment, confessada la seva participació, el va fer executar. La batuda va causar la mort a més de 5.000 persones)
Per Himmler, va ser determinant que els líders de la Intel·ligència Militar Alemanya (l'Abwehr), inclòs el seu cap, l'Almirall Wilhelm Canaris, estiguessin involucrats en el complot del 20 de juliol per assassinar Hitler. Això va fer que Hitler desmantellés l'Abwehr i fes que el Servei de Seguretat (el SD) de Himmler fos l'únic servei d'intel·ligència del Tercer Reich. Això incrementà sobremanera el poder personal de Himmler.
L'eliminació de Fromm, a més de la sospita de Hitler cap a l'Exèrcit, va preparar el terreny perquè Himmler fos nomenat successor de Fromm, una posició de la qual abusà per expandir les seves Waffen-SS en detriment de la ja deteriorada Wehrmacht.
Segons Peter Padfield, Himmler tenia coneixença de la conspiració des de febrer de 1944, molt abans que aquesta es fes material en l'atemptat. Un oficial de l'Abwehr, Schmidhuber, havia sigut detingut per la Gestapo per fer transaccions il·legals. En ser interrogat, confessà l'existència d'una xarxa de conspiradors, els tentacles de la qual arribaven fins a Canaris, cap de l'Abwehr. Quan Himmler rebé l'informe, aquest el retingué i donà instruccions que no s'havia de molestar a Canaris (un altre fidel reflex de la contradictòria personalitat de Himmler).
Desafortunadament per a Himmler, la investigació revelà ben aviat que diversos oficials de les SS també estaven involucrats en la conspiració, inclosos diversos oficials superiors, que van jugar a les mans de Bormann en la seva lluita pel poder contra les SS perquè va haver-hi molt pocs oficials del quadre del Partit implicats. De manera encara més important, diversos oficials superiors de les SS van començar a conspirar contra el mateix Himmler, car el veien incapaç d'assolir la victòria en la seva lluita contra Bormann. Entre ells estaven Ernst Kaltenbrunner, el successor de Heydrich i cap del Reichssicherheitshauptamt, i el Gruppenführer Heinrich Müller, cap de la Gestapo.

### Comandant en Cap al Vístula
El 2 de desembre de 1944, Himmler esdevingué Comandant en Cap del recentment format Grup d'Exèrcits del Rin Superior (Heeresgruppe Oberrhein). Aquest grup d'exèrcits va formar-se per combatre amb el VII Exèrcit americà i el 1r Exèrcit francès a la regió d'Alsàcia, a través de la riba occidental del Rin. El VII Exèrcit americà estava comandat pel General Alexander Patch i el 1r Exèrcit francès pel General Jean de Lattre de Tassigny.
L'1 de gener de 1945, el grup d'exèrcits de Himmler llançà l'Operació Nordwind, per fer retrocedir als americans i als francesos. El 23 de gener de gener, després d'alguns èxits inicials, Himmler va ser enviat a l'est. El 24 de gener, el Grup d'Exèrcits del Rin Superior va ser desactivat després de passar a la defensiva. L'Operació Vent del Nord finalitzà oficialment el 25 de gener.
A tot arreu, el Heer estava fracassant en aturar a l'Ofensiva del Vístula-Oder de l'Exèrcit Roig, i Hitler donà a Himmler el comandament d'un altre grup d'exèrcits de nova creació, el Grup d'Exèrcits Vístula (Heeresgruppe Weichsel) per aturar l'avanç soviètic cap a Berlín, tot i la sorpresa del General Guderian, llavors assessor militar de Hitler. Tot i la nul·la experiència i capacitat per comandar tropes en combat de Himmler, Hitler el situà al capdavant dels exèrcits del Vístula, encara que abans havia fracassat al Rin Superior. Aquest nomenament podria ser obra de Martin Borman, ansiós per desacreditar al seu rival, o per la ràbia encara sostinguda de Hitler cap al seu estat major general pels seus "fracassos".
Com a Comandant en Cap del Grup d'Exèrcits Vístula, Himmler establí el seu centre de comandament a Schneidemühl. Va fer servir el seu tren especial Sonderzug Steiermark com a quarter general (malgrat que només hi havia una línia telefònica i no hi havia cap destacament de senyals. Ben aviat es va veure el nul valor militar de Himmler, a causa del fet que va cometre greus omissions i errors fatals; perdent tot el territori de la Prússia costanera (amb la conseqüència indirecta de l'enfonsament del Wilhelm Gustloff, el Stauven i el Goya, amb el resultat de més de 20.000 civils i militats ofegats); per les seves ordres desacertades, la seva total ignorància en tàctica militar, com de malament es trobava en situacions en què es requerien decisions ràpides i encertades, i gravíssimes omissions. Decidit a mostrar la seva determinació, Himmler assentí en un ràpid contraatac urgit pel seu Estat Major General. L'operació va decaure ràpidament i Himmler dimití com a comandant de cos d'exèrcit i nomenà al nazi Heinz Lammerding. El seu quarter general també va veure's obligat a retirar-se de Falkenburg. El 30 de gener, Himmler donà unes ordres draconianes: Tod und Strafe für Pflichtvergessenheit - (mort i càstig per a tot aquell que oblidi les seves obligacions) per tal d'encoratjar les seves tropes. La situació cada cop més deteriorada va deixar Himmler cada cop més sota la pressió de Hitler; estan tibant i nerviós a les conferències. A mitjans de febrer, l'ofensiva de Pomerània va ser dirigida pel General Walther Wenck, després d'una intensa pressió del General Heinz Guderian sobre Hitler. A inicis de març, el quarter general de Himmler va ser mogut a l'oest de l'Oder, si bé el seu grup d'exèrcits encara rebia el nom del Vístula. A les conferències amb Hitler, Himmler reclamava més severitat cap a aquells que es retiraven.
El 13 de març, Himmler abandonà el seu comandament i, al·legant estar malalt, es retirà al sanatori SS de Hohenlychen. Guderian el visità i recollí la seva dimissió com a Comandant en Cap del Grup d'Exèrcits Vístula, que lliurà a Hitler aquella mateixa nit. El dia 20, Himmler va ser substituït pel General Gotthard Heinrici. A canvi, va ser nomenat Comandant del Volksturm, procedint a reclutar nens i vells per a la defensa de Berlín, armant-los amb els excedents de l'exèrcit i amb Panzerfaust; i donant per assumit que el Tercer Reich queia acceleradament davant l'ofensiva soviètica.
Primer donà l'orde a totes les presons i camps de concentració, mitjançant instruccions directes de Hitler, d'executar a tots els adversaris del règim presoners; així com d'accelerar l'assassinat col·lectiu dels jueus que quedaven als camps de concentració, abans que no fossin alliberats per l'avenç aliat. Així van morir enemics del règim nazi com l'excap de l'Abwehr Wilhelm Canaris o el científic geopolític Albrecht Haushofer, autor intel·lectual de Hitler, a més de molts d'altres.

### La traïció: Negociacions de pau
A l'hivern de 1944-45, les Waffen-SS de Himmler sumaven 910.000 membres, amb les Allgemeine-SS amb prop de 2 milions de membres (almenys en el paper). No obstant això, a inicis de 1945 Himmler ja havia perdut la fe en la victòria alemanya. S'adonà que si el règim nazi havia de sobreviure, necessitava arribar a signar la pau amb el Regne Unit i els Estats Units. Per arribar ací, contactà amb el comte suec, Folke Bernadotte a Lübeck, prop de la frontera danesa, iniciant negociacions per arribar a un tractat de pau amb els aliats. Himmler esperava que britànics i americans lluitarien contra els soviètics, al costat de les restes de la Wehrmacht.
Quan Hitler se n'assabentà (mitjançant els comunicats de premsa de l'agència Reuters), declarà a Himmler com un traïdor. El desposseí de tots els seus títols i rangs (Reichführer-SS, successor d'Adolf Hitler com a Canceller del Reich, Cap de la Policia Alemanya, Comissionat del Reich de la Ciutadania alemanya, Ministre de l'Interior, Comandant Suprem del Volkssturm i Comandant Suprem de l'Exèrcit Intern) el dia abans de suïcidar-se. A més, ordenà l'execució com a exemple de l'enllaç de Himmler davant d'ell, Hermann Fegelein (que en certa manera era cunyat del mateix Hitler, car estava casat amb la germana d'Eva Braun), per considerar-lo coneixedor d'aquestes maniobres secretes (encara que no està definitivament establert que realment fos així). Tots aquests fets a les seves espatlles del qui considerava com el seu braç dret van ser el cop de gràcia pel decaigut estat d'ànim de Hitler. Himmler seria condemnat a mort en absència per Hitler.
Les negociacions de Himmler amb el Comte Bernadotte van fracassar. S'uní al Großadmiral Dönitz, que llavors comandava les forces alemanyes a Plön. Dönitz es va desfer de Himmler, dient-li que no hi havia un lloc per ell al nou govern alemany.
Llavors, Himmler es dirigí als alemanys, dirigint-se al quarter general del General Eisenhower i afirma que rendiria tota Alemanya als Aliats si a ell no se'l jutjava. Li demanà a Eisenhower ser nomenat ministre de la policia al nou govern alemany de postguerra. Fins i tot va arribar a preguntar com hauria de dirigir-se a Eisenhower a la seva primera trobada al Quarter General del SHAEF, si bé donant-li la salutació nazi amb el braç alçat o bé encaixant les mans. Eisenhower rebutjà tenir cap mena de contacte amb Himmler, i el declarà un criminal de guerra. Els motius d'aquesta actitud per part de Himmler devien basar-se en la influència de Bernadotte, que havia dit a Himmler que els aliats mai no farien la pau amb Hitler, i que ell era l'únic que tenia la possibilitat d'actuar en favor d'Alemanya.
Irònicament, el lleial Heini (com era anomenat) no va ser l'únic que s'enfrontà als designis i a la voluntat de Hitler mentre que aquest encara vivia, car també Albert Speer ho va fer.

## Fugida, captura i mort

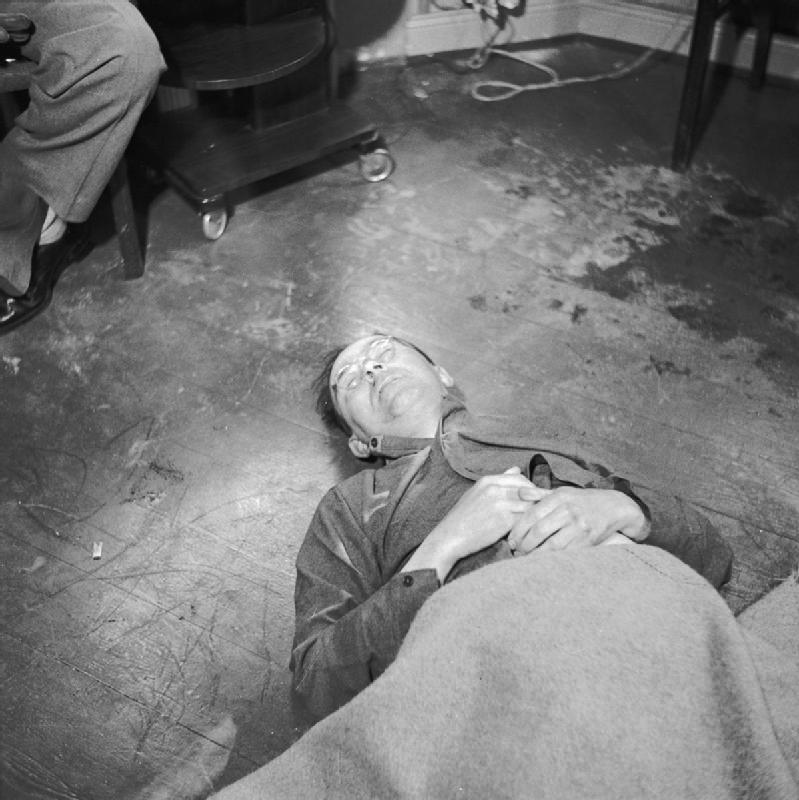
El cadàver de Himmler, després de suïcidar-se amb verí mentre que es trobava detingut pels Aliats

Abandonat pels seus antics col·legues i en recerca pels aliats, Himmler vagà diversos dies per Flensburg, prop de la frontera danesa, decidint finalment desaparèixer d'escena. Intentant evitar ser arrestat, s'acomiadà del seu metge personal Kersten, es vestí com un sergent major de la Policia Militar, adoptant el nom de "Heinrich Hitzinger" (el qual havia estat afusellat un temps abans per derrotisme), s'afaità el característic bigoti i es posà un pegat negre a l'ull esquerre, esperant que així podria arribar a Baviera.
També portava un joc de documents falsos que va despertar les sospites d'una unitat de soldats britànics a Bremen, car estaven molt ben endreçats (la qual cosa no era gens comuna en capturar soldats fugitius). Himmler va ser detingut el 22 de maig pel Major Sidney Excell, donant-se a conèixer poc després i demanant veure el general Eisenhower o, en el seu cas, amb Montgomery. Com a resposta, els soldats britànics el van maltractar verbalment, ordenant-lo que es despullés per a examinar-lo. Impactat per aquest fet, car no creia que fos la forma adequada de tractar un exministre del Reich i Reichführer-SS, mossegà una càpsula de cianur que portava amagada en un empastament dental, mentre que se li feia una inspecció corporal, i morí a l'acte. Les seves darreres paraules van ser Ich bin Heinrich Himmler! (Soc Heinrich Himmler). Els soldats que el vigilaven van fer diverses fotografies del cos, per a deixar constància de la seva mort. El cadàver va ser embolicat en una xarxa de camuflatge i enterrat en una tomba sense marcar. El lloc exacte de la tomba és desconegut.
D'haver sobreviscut, estava previst que fos jutjat a Nuremberg, com el principal criminal de guerra nazi. La seva dona i la seva filla van sobreviure a la guerra. Als anys posteriors, la seva filla Gudrun es dedicà a donar suport a diverses organitzacions de veterans de la Segona Guerra Mundial.

## Personalitat
Per als seus propers, Himmler era un home contradictori, esquiu i morbós, mancat d'humanitat bàsica, i d'esperit fred i distant. Per als seus biògrafs, Himmler és el paradigma de la contradicció. Físicament era petit, sense faccions virils, amb una fisonomia que mostrava avantpassats orientals i unes mans petites i suaus (molt allunyat de les exigències de les SS).
Era orgullós entre els seus parells, li agradava que el fotografiessin, sobretot a prop de Hitler (qui idolatrava i mostrava una submissió extrema). De fet, Hitler manipulà la seva personalitat que el transformà en un fidel executor de les instruccions respecte a la qüestió jueva.
Fanàtic de la rutina, l'ordre, l'escrupolositat pels detalls i la pulcritud, amb una gran capacitat per a l'organització i l'administració, era devot de la puntualitat i la burocràcia.
Anotava al seu diari personal tots els successos diaris, era molt afí al misticisme i l'esoterisme, creient ser la reencarnació de Heinrich l'Ocellaire, fundador de l'estirp reial de Saxònia al segle x. No obstant això, els seus amics de la infància van declarar després de la guerra que el Heinrich Himmler que havien conegut no es corresponia amb el que es mostrà durant el període nazi. El Heinrich que recordaven era molt amable, xerraire i amb el caràcter d'un bon intel·lectual. Albert Speer el considerava dotat d'unes grans qualitats organitzatives, molt reflexiu (dubitatiu) abans de prendre una determinació, però amb el caràcter d'un mestre d'escola mig boig.
Les seves creences paganes, basades en reminiscències hindús, tenien un fidel reflex a les SS, les quals durant les nits dels solticis i els equinoccis portaven a terme rituals màgics neopagans dirigits al domini del món per la raça ària.
Himmler trobà la possibilitat de poder acomplir el seu somni de "ser algú" en enrolar-se al Partit Nazi, perquè tant Röhm com Hitler van apreciar la seva fiabilitat i els seus dots administratius. Aquesta actitud de Himmler de demostrar la més absoluta fidelitat contrastaria completament amb les accions posteriors, quan va trair uns caps als quals havia mostrat la més absoluta servitud.
Un dels aspectes que més contrasta amb la personalitat de Himmler és que odiava la cacera d'animals i aus, així com les curses de braus, pretenent que aquests animals tenien dret a viure (una actitud completament inconsistent del responsable executiu d'un dels majors genocidis de la història).
| «                                                         | Jo, particularment, no trobo cap mena de plaer en fer miques aquests pobres animalons. Mai no m'hagués unit a aquella partida de caça si el Führer no m'ho hagués ordenat expressament... | » |
| — Himmler, després de participar en una cacera a Salzburg | |   |

Himmler tenia una afinitat especial pels metges, i potser l'única persona a qui considerà un amic va ser el doctor Félix Kersten. Kersten, a les seves memòries, declarà la total submissió de Himmler a Hitler, i que part dels seus dolors estomacals estaven directament relacionats amb l'estat d'ànim de Hitler cap a ell.
Per un altre costat, Himmler podia manifestar-se molt sociable i afable en reunions socials, molt cavallerós amb les dames, encara que aquell dia pogués haver vist una demostració a les cambres de gas o qualsevol altre mètode d'extermini.
A mesura que es desenvolupaven els successos des de la Campanya de Polònia i posteriors, els seus subalterns Rudolf Brandt, Karl Wolff i el seu metge Félix Kersten van testimoniar que Himmler era incapaç de prendre decisions per si mateix en escenaris ambigus, que se sumia en un mutisme insondable, i que quan expirava el termini per prendre la decisió, s'apropava a Hitler per saber què en pensava; però no era així quan els elements de criteri eren massa evidents, com el tractament a un desertor, a un presoner de guerra o sobre una població jueva, sobre les que aplicava les decisions més radicals que estiguessin a les seves mans, car aquestes decisions ja estaven prèviament preses per Hitler.
Quan Hitler l'anomenà comandant de les forces del Vístula, demostrà una escassa experiència i coneixement militar (com es demostrà durant el setge de Berlín); els seus errors i omissions van costar milers de vides alemanyes. Durant les reunions de coordinació feia servir terminologia militar com "reagrupament", "cobrir els flancs", "retirada programada", tot i que no tenia cap mena de domini sobre la situació que tenia entre mans.
Himmler mantenia a Berghof la seva casa de muntanya, al capdavant de la qual estava la seva amant, Hedwig Potthast, mare de dues filles seves, i una col·lecció especial de mobles fets amb restes humanes. Les cadires eren l'os de la pelvis i les potes eren fèmurs originaris de cames humanes amb els peus inclosos. La taula, feta amb potes de la mateixa manufactura, tenia una coberta feta de cuir humà fet amb pell de l'esquena. Tot aquest mobiliari va ser fet per a ell al camp de concentració de Dachau.
La seva filla Gudrun, avui Gudrun Burwitz, és fundadora de l'associació Stille Hilfe (Ajut en Silenci), que ajuda els veterans de les SS.

## Condecoracions
Insígnia d'Or del NSDAP
 Orde de Sang
- Insígnia d'or de les HJ amb fulles de roure
- Insígnia de membre del NSDAP afiliat abans del 30 de gener de 1933
- Insígnia combinada de Pilot-Observador de la Luftwaffe d'Or i Diamants
- Medalla del Gau d'Ehrenzeichen

 Medalla dels 25 anys de Servei al NSDAP
- Medalla dels Jocs Olímpics Alemanys de 1a classe
- Insígnia Esportiva del DRL en bronze
- Insígnia Esportiva de les SA

 Medalla del 13 de març de 1938
 Medalla de l'1 d'octubre de 1938 amb la barra del Castell de Praga
 Medalla del Retorn del Districte del Memel
 Medalla del Mur Occidental
 Gran Creu de Cavaller de l'Orde de Sant Maurici i Sant Llàtzer (Itàlia)
 Gran Creu de Cavaller de l'Orde de la Corona d'Itàlia
 Gran Creu amb Espases de l'Orde de la Rosa Blanca (Finlàndia)
 Gran Creu amb Espases de l'Orde de la Creu de la Llibertat (Finlàndia)
 Gran Creu de l'Orde del Príncip Pribina (Eslovàquia)
 Gran Creu de l'Orde del Jou i les Fletxes (Espanya)